# 稲葉振一郎
稲葉 振一郎（いなば しんいちろう、1963年11月6日 - ）は、日本の社会学者。専門は社会倫理学。明治学院大学社会学部教授。

## 略歴
東京都出身。成蹊高等学校を経て、1986年一橋大学社会学部卒、1992年東京大学大学院経済学研究科博士課程単位取得退学。
岡山大学経済学部講師、助教授、モナシュ大学日本研究センター客員研究員を経て、2001年明治学院大学社会学部助教授、2005年教授。

## 著作

### 単著
- 『ナウシカ解読 - ユートピアの臨界』（窓社） 1996、のち増補版（勁草書房） 2019
- 『リベラリズムの存在証明』（紀伊國屋書店） 1999
- 『経済学という教養』（東洋経済新報社） 2004、のち増補版（ちくま文庫） 2008
- 『オタクの遺伝子 - 長谷川裕一・SFまんがの世界』（太田出版） 2005
- 『「資本」論 - 取引する身体 / 取引される身体』（ちくま新書） 2005
- 『モダンのクールダウン』（NTT出版） 2006
- 『「公共性」論』（NTT出版） 2008
- 『社会学入門 - <多元化する時代>をどう捉えるか』（日本放送出版協会、NHKブックス） 2009
- 『不平等との闘い - ルソーからピケティまで』（文春新書） 2016
- 『宇宙倫理学入門』（ナカニシヤ出版） 2016
- 『政治の理論』（中央公論新社、中公叢書） 2017
- 『「新自由主義」の妖怪 - 資本主義史論の試み』（亜紀書房） 2018
- 『社会学入門・中級編』（有斐閣） 2019
- 『銀河帝国は必要か? - ロボットと人類の未来』（ちくまプリマー新書） 2019
- 『AI時代の労働の哲学』（講談社選書メチエ） 2019
- 『社会倫理学講義』（有斐閣アルマ） 2021
- 『AI時代の資本主義の哲学』（講談社選書メチエ） 2022

### 共著
- 『マルクスの使いみち』（松尾匡, 吉原直毅共著、太田出版） 2006
- 『所有と国家のゆくえ』（立岩真也共著、日本放送出版協会、NHKブックス） 2006
- 『社会学はどこから来てどこへ行くのか』（岸政彦, 北田暁大, 筒井淳也共著、有斐閣） 2018
- 『人工知能と人間・社会』（大屋雄裕, 久木田水生, 成原慧, 福田雅樹, 渡辺智暁共著、勁草書房） 2020